# SNCV Groupe de Clavier
Le groupe de Clavier de la Société nationale des chemins de fer vicinaux (SNCV) était l'un des réseaux de tramway de la SNCV dans la province de Liège.

## Lignes[1]
| Nom | Alias Autres indices et tableaux | Début du service voyageurs | Fin du service voyageurs | Traction |
| --- | -------------------------------- | -------------------------- | ------------------------ | -------- |
| 456 |                                  | 1890                       | 1952                     | vapeur   |
| 457 |                                  | 1894                       | 1958                     | vapeur   |
| 468 |                                  | 1914                       | 1947                     | vapeur   |